# Výškoměr

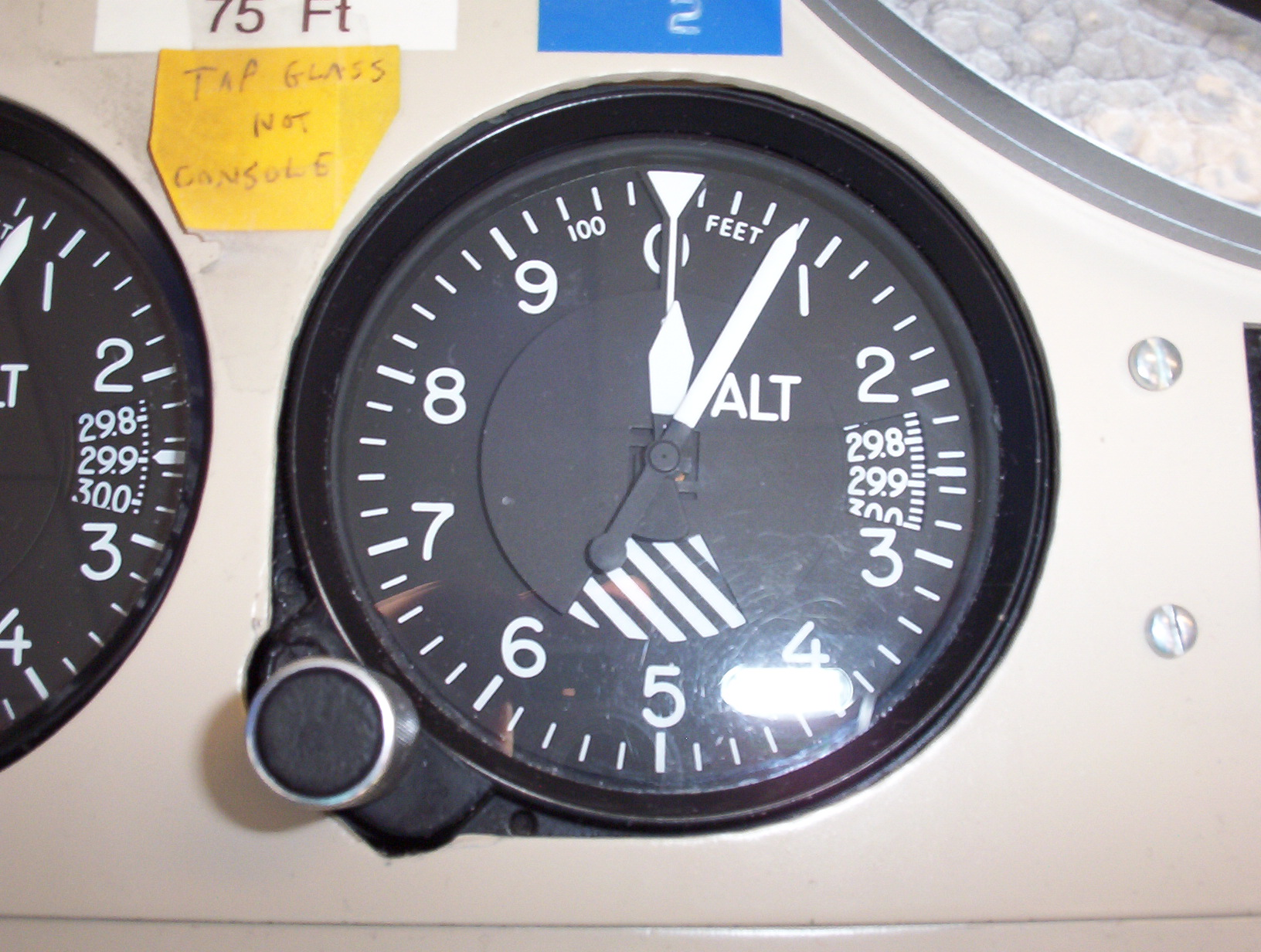
Letecký barometrický výškoměr, nastavený na atmosférický tlak 29,87 in Hg (1011,5 hPa), zobrazuje výšku 75 stop (23 m)

Výškoměr (altimetr) je zařízení určené k měření výšky objektu nad určitým daným povrchem (např. povrchem Země či jiné planety).

## Tlakový výškoměr
Tlakový (též barometrický) výškoměr se používá především v letecké dopravě, v přenosné verzi ho používají také horolezci a potápěči během svých výprav. Nevýhodou tohoto výškoměru je závislost na momentálním tlaku vzduchu, potažmo počasí. Výškoměr je proto nutno před použitím nastavit podle aktuálních podmínek; to je zvláště důležité v letectví, kde na správném nastavení výškoměru závisí bezpečnost letadla.

### Funkce
Tlakový výškoměr je ve skutečnosti barometr, který naměřený tlak přepočítává (na základě matematického modelu standardní atmosféry) a zobrazuje v jednotkách výšky. Závislost atmosférického tlaku na počasí se odstraňuje tím, že se na barometru nastaví referenční tlak. V turistice se prakticky vždy předem nastavuje taková hodnota, aby výškoměr ukazoval aktuální nadmořskou výšku (známou např. z mapy). V letectví se používají různé referenční hodnoty, podle toho poté výškoměr zobrazuje různé údaje. Základním nastavením je tzv. QNH – hodnota atmosférického tlaku na příslušném místě přepočteného na hladinu moře. Výškoměr se správně nastaveným QNH ukazuje nadmořskou výšku letadla (na letišti tedy ukazuje nadmořskou výšku letiště). Někdy se namísto QNH nastavuje tzv. QFE – hodnota atmosférického tlaku na letišti, bez přepočtu na hladinu moře. Výškoměr pak ukazuje výšku nad úrovní tohoto letiště (na letišti tedy ukazuje nulu). Pokud letadlo přelétá na větší vzdálenost, prolétá oblastmi s různým atmosférickým tlakem. Aby nebylo třeba za letu výškoměr neustále přelaďovat, používá se při letech nad jistou výškou (tzv. převodní výška) standardní nastavení 1013,25 hPa (29,92 in Hg) bez ohledu na skutečný místní atmosférický tlak. Údaj prezentovaný výškoměrem pak neudává skutečnou výšku, ale tzv. letovou hladinu (FL).

### Zobrazení výšky
Turistické výškoměry mají často digitální displej zobrazující výšku číselně. Zejména v letectví se často používají přístroje s mechanickým zobrazováním. Tyto přístroje se pak podle způsobu odečítání údajů dělí na bubínkové a ručičkové. Bubínkový výškoměr je vybaven jedinou ručkou, jejíž plná otáčka obvykle odpovídá tisíci stopám s dělením po 20 stopách. Otáčky ručky se přenáší na bubínkové číslicové počítadlo, ukazující celkovou letovou výšku či letovou hladinu. Ručičkový přístroj je vybaven dvěma nebo třemi ručkami, indikujícími postupně stovky (dlouhá ručička), tisíce (krátká) a desetitisíce (dlouhá tenká s terčíkem na konci) stop nebo metrů.
Protože výšku nad 10 000 ft zobrazuje přehlédnutelná třetí slabá ručička, která na některých výškoměrech ani nebývá, slouží k rozlišení šrafovaný terčík, který se zobrazuje pod 10 000 ft. Nad tuto výšku se nezobrazuje a rozlišuje výšku do 20 000 ft, což je pro malé letouny opravdu nedosažitelná výška. Cessna 152/172 má dostup pod 15 000 ft, Cirrus SR20 17 500 ft a Zlín Z-526 pod 6 km, tedy asi 18 000 ft.
Referenční tlak se nastavuje na pomocné stupnici viditelné okénkem, u bubínkových přístrojů je zpravidla také číslicová, u ručičkových je okénkem v segmentu základní stupnice vidět malá otočná stupnice.
V letectví se dnes jako jednotka výšky používají téměř výhradně stopy, zejména ve státech východního bloku se před rokem 1990 používal metrický systém.

## Laserový a radiolokační výškoměr

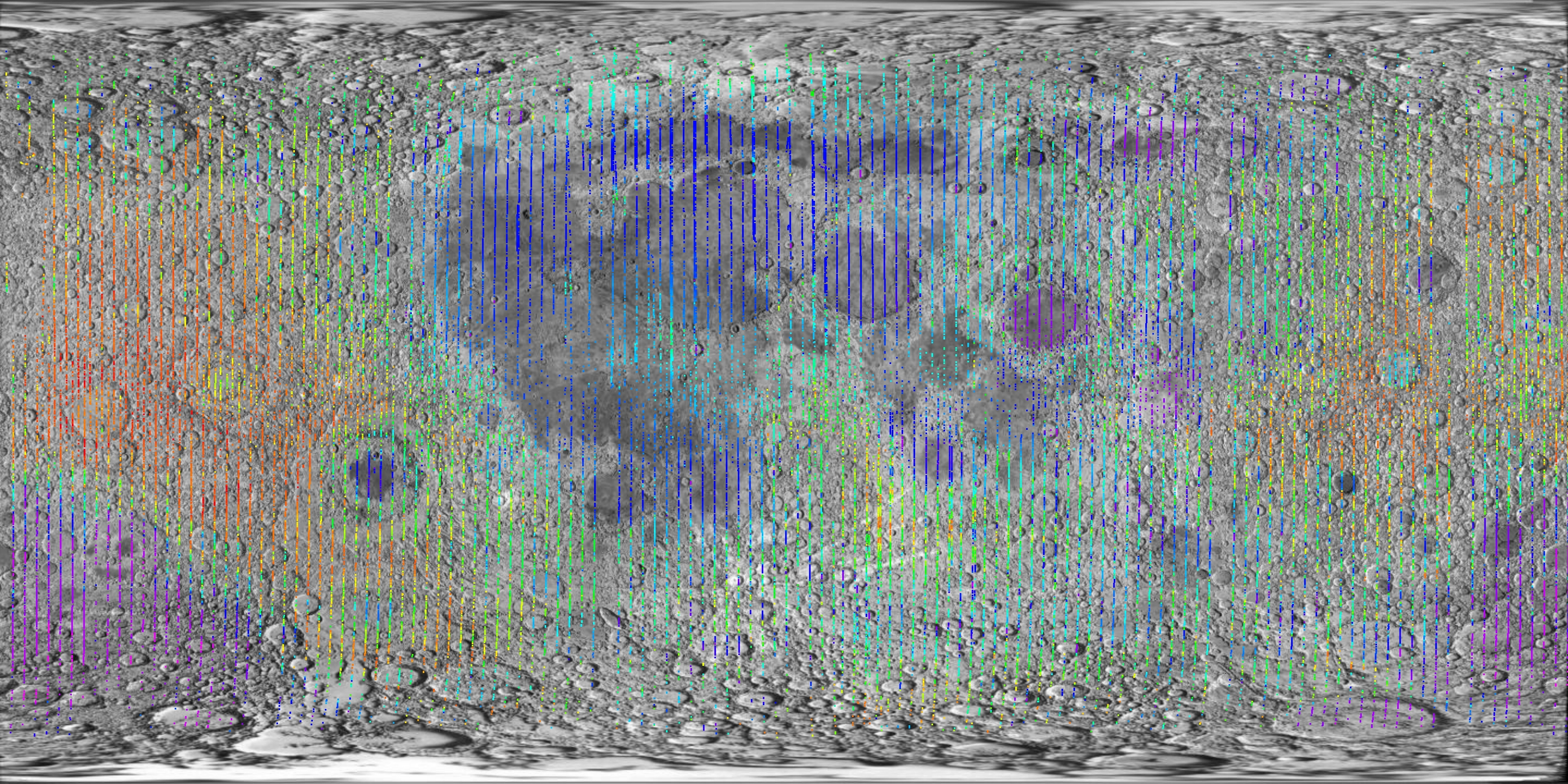
Topografická měření měsíčního povrchu provedená sondou Clementine

Mnohem přesnější je výškoměr aktivní, tedy zařízení, které vysílá vlastní signál (laserový či rádiový) a svou výšku nad povrchem zjišťuje z doby potřebné k jeho odrazu a návratu (princip radaru).
V některých letadlech se absolutní výškoměr (tzn. výškoměr zobrazující skutečnou výšku nad zemí) používá jako doplňkový přístroj k barometrickému výškoměru při letu nízko nad zemí, zvláště při vzletu a přistání. Umožňuje např. detekovat hrozící náraz do hory, kdy ač letadlo stoupá (roste nadmořská výška), výška nad zemí klesá (viz též GPWS).
Pro vědecké účely se používá radiolokační výškoměr v případě, že je povrch zahalen hustou atmosférou (jako např. u Země, Venuše či Saturnova měsíce Titanu), pokud je atmosféra slabá (Mars) či žádná (Měsíc či Merkur) používá se výkonnějšího výškoměru laserového.
Laserový výškoměr sestává z laserového generátoru a výkonných optických soustav (dalekohledů), které zachycují signál odražený od povrchu. Podle množství zachyceného světla ze kromě vertikální vzdálenosti k povrchu dá určit také albedo a hrubost povrchu. Celá aparatura generuje velké množství optických pulsů, takže měření podél orbitální dráhy jsou velmi přesná a mají malé rozestupy. Nevýhodou je naopak poměrně velká vzdálenost mezi jednotlivými stopami (např. u měření měsíční topografie sondou Clementine), kde se musí mezi těmito měřeními provádět interpolace. Tento nedostatek může být odstraněn kombinací se stereokamerou, která produkuje nezávisle relativní výškové modely topografie se širším záběrem.

### Impulsový radiový letecký výškoměr
Principem tohoto typu výškoměru je vysílání impulsů s opakovací periodou maximálně stejnou, jako je doba potřebná pro šíření signálu na maximální měřenou vzdálenost. 
{\displaystyle \Delta t=t_{2}-t_{1}={\frac {2h_{max}}{c}}}
{\displaystyle h_{max}=1500m}
{\displaystyle \Delta t_{max}={\frac {2\cdot 1500}{3\cdot 10^{8}}}=10^{-5}s}
{\displaystyle T_{op}={\frac {1}{f_{o}p}}\geq =\Delta t_{max}\Rightarrow f_{op}\leq 100kHz}
Kde:

Blokové schéma impulsního radiofrekvenčního výškoměru používaného v letectví.

- {\displaystyle \Delta t} je doba letu impulzu mezi odvysíláním a příjmem.
- {\displaystyle h_{max}} je maximální měřená výška nad terénem.
- {\displaystyle T_{op}} je opakovací perioda.

Letecké výškoměry umístěné na letadlech pracují na frekvenci nosné vlny 4 GHz.

### Radiový výškoměr s kmitočtovou modulaci

Blokové schéma frekvenčně modulovaného, leteckého radiofrekvenčního výškoměru.

V tomto typu výškoměru je časové zpoždění vyslaného a přijatého signálu měřeno pomocí frekvenční modulace. Vysílaný signál je frekvenčně modulován pilovým průběhem. Přijímaný signál se pak směšuje s vysílaným signálem ve směšovači. Výsledkem je signál s frekvencí odpovídající rozdílu frekvencí vysílaného a přijímaného signálu. Výška je pak úměrná výstupní frekvenci a je indikována za použití kmitočtového čítače.
{\displaystyle f_{v}=f_{0}+{\frac {\Delta f}{\frac {T_{m}}{4}}}=f_{0}+{\frac {4\Delta f}{T_{m}}}t}
Přijímaná frekvence je pak definována jako
{\displaystyle f_{p}=f_{0}+{\frac {4\Delta f}{T_{m}}}(t-{\frac {2h}{c}})}
Výstupní frekvenci dostaneme směšováním přijímané a vysílané frekvence.
{\displaystyle f_{r}=|f_{v}-f_{p}|={\frac {4\Delta f}{T_{m}}}{\frac {2h}{c}}}
Nakonec můžeme spočítat skutečnou výšku nad terénem.
{\displaystyle h=f_{r}{\frac {c}{8\Delta f\cdot F_{m}}}}
{\displaystyle F_{m}=1/T_{m}}
Kde:
- {\displaystyle T_{m}} je modulační perioda pilového signálu.
- {\displaystyle \Delta f} je kmitočtový zdvih.

## Satelitní měření
Pro určování výšky lze na Zemi používat také zařízení globálního družicového polohového systému, případně DGPS.

## Mechanický výškoměr

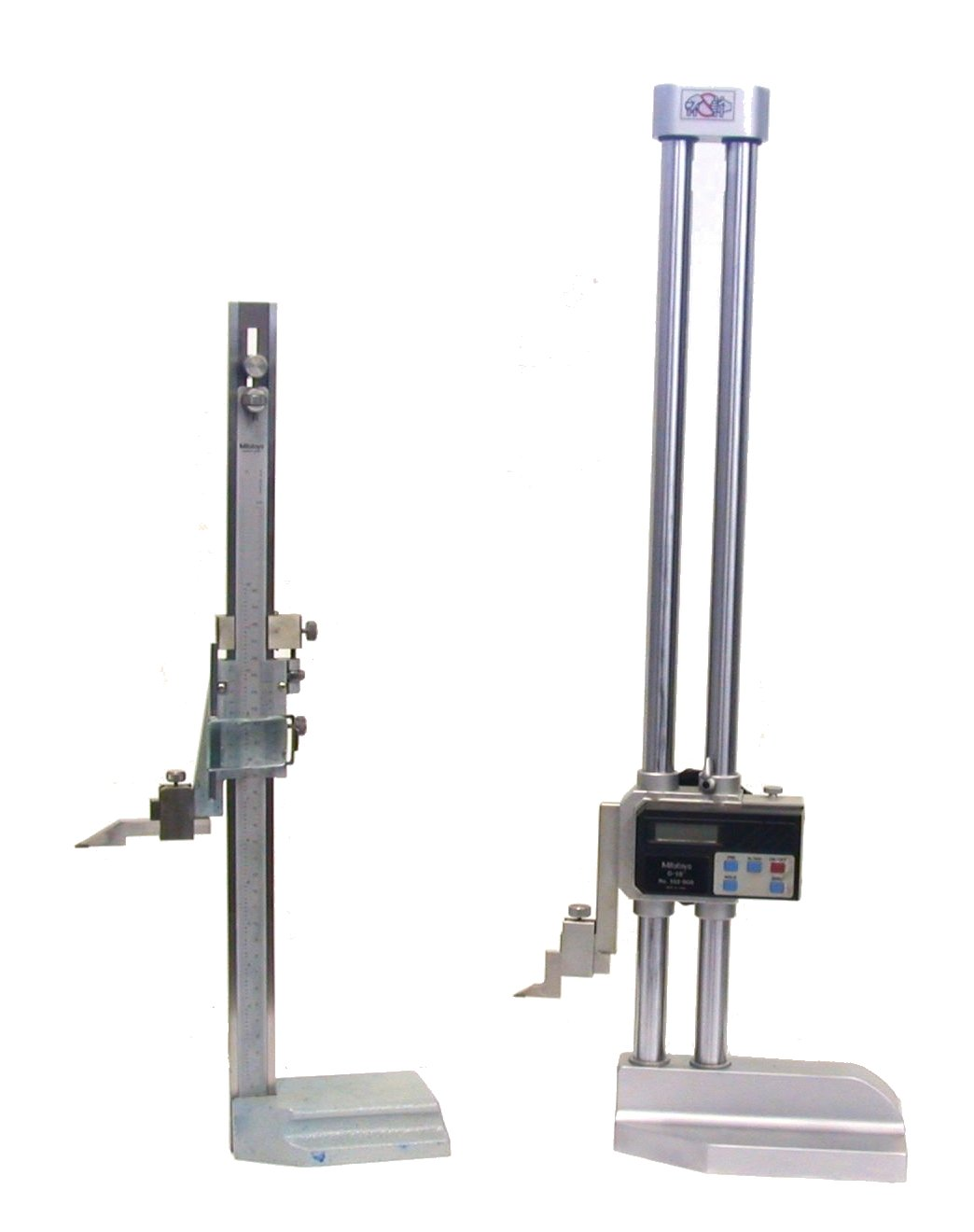
Příklady výškoměrů

Určen pro měření výšky od základní roviny.
- ve strojírenství je nepostradatelnou měřící pomůckou dílny i metrologa. Měřící hrot je naostřený, aby se jím dalo orýsovat nastavenou výšku na obrobek. Základna měřidla je těžká a přesně broušená, obvykle se užívá na broušené příměrné desce.Pro tento přístroj je zažitý název nádrh.
- ve zdravotnictví se stejný princip používá pro měřený výšky postavy. Odborně se toto měřidlo nazývá stadiometer.

Odečtení hodnoty může být analogové i digitální. Princip měření je obdobný jako u posuvného měřítka.